# Il volto nell'abisso
Il volto nell'abisso (The Face in the Abyss) è un romanzo fantastico di Abraham Merritt. L'opera consiste di un omonimo racconto con l'aggiunta di un seguito, intitolato in inglese The Snake Mother. Il racconto è apparso per la prima volta l'8 settembre 1923 sulla rivista pulp Argosy All-Story Weekly, mentre The Snake Mother è apparso suddiviso in sette puntate a partire dal 25 ottobre 1930 sullo stesso periodico. Il romanzo è stato pubblicato nella sua forma completa solamente nel 1931.
È stato tradotto in italiano a partire dal 1981.

## Trama
Nicholas Graydon è un ingegnere minerario statunitense. Mentre è in Sud America alla ricerca di un tesoro Inca perduto, incontra Suarra, ancella della Madre Serpente di Yu-Atlanchi. Suarra conduce Graydon in un abisso in cui Nimir, il Signore del Male, è imprigionato in un volto dorato. I compagni di spedizione di Graydon, dominati dalla bramosia di ricchezza, vengono trasformati dall'entità rinchiusa nel volto in pepite d'oro, mentre Graydon viene salvato da Suarra e dal Serpente Madre - una donna dalla testa di serpente - che accorre in loro aiuto nella lotta contro Nimir.

## Edizioni
- Abraham Merritt, Il volto nell'abisso, Orizzonti. Capolavori di Fantasia e Fantascienza, Fanucci Editore, 1981,  p. 302.
- Abraham Merritt, Il volto nell'abisso, Maestri del fantastico, Fanucci Editore, 1990,  p. 292, ISBN 88-347-0078-3.